# Thomas Bottomore
Thomas Burton Bottomore, também conhecido como Tom Bottomore (Inglaterra, 8 de abril de 1920 —- Sussex, Inglaterra, 9 de dezembro de 1992), foi um importante professor e sociólogo marxista inglês, membro do British Labour Party (Partido Trabalhista Inglês). Ficou conhecido internacionalmente pela sua visão aberta, humana e anti-dogmática do marxismo, que o levou a ser admirado pelo mundo acadêmico não marxista, como afirma PAUL HIRST (Independent, 1992).

## Atividades profissionais
Professor de sociologia da London School of Economics (1952-64), professor e diretor do departamento de Sociologia na Simon Fraser University, Vancouver (1965-67), saindo após intensa disputa sobre a liberdade acadêmica. Tornou-se depois professor da Sussex University até sua aposentadoria (1968-1985). Sua principal publicação em português é o Dicionário do Pensamento Marxista (Rio de Janeiro, Zahar, 1988).
Bottomore foi secretário da Associação Internacional de Sociologia (International Sociological Association) de 1953 a 1959. Ele foi um editor prolífico e tradutor dos escritos de Karl Marx, destacando-se seus Marx's Early Writings de 1963 e Selected Writings in Sociology and Social Philosophy.
Bottomore editou e contribuiu com um sem número de revistas de sociologia e ciências políticas e editou A Dictionary of Marxist Thought em 1983, sua obra mais conhecida internacionalmente, e The Blackwell Dictionary of Twentieth century Social Thought em 1993.

## Publicações
- Sociologia e Filosofia Social de Karl Marx. Textos Escolhidos. RJ: Zahar, 1964.
- As Elites e a Sociedade. RJ:Zahar, 1965
- Críticos da Sociedade - o Pensamento Radical na América do Norte. RJ: Zahar, 1970
- A Sociologia Como Critica Social. RJ: Zahar, 1976.
- As Classes na Sociedade Moderna. RJ: Zahar, 1978.
- Introduçao à Sociologia. RJ: Guanabara, 1987
- Dicionário do Pensamento Marxista. RJ: Zahar, 1988.

espanhol
- Miseria de la Sociologia. Editorial Tecnos, 1982.
- La Economia Socialista. SISTEMA, 1992.
- Ciudadanía y Clase Social. Editorial Alianza, 1998.
- Historia del Análisis Sociológico. Amorrortu Editores, 2000.
- Las clases en la sociedad moderna. Pleyade.
- Introducción A La SociologÍa. Pról. Esteban Pinilla De Las Heras. Península, 1968.)
- Critica De La Sociedad. La Pleyade, 1970.

inglês
- Classes in Modern Society (London: Ampersand, 1955; London: George Allen & Unwin, 1965)
- Marx: Selected Writings in Sociology & Social Philosophy (London: Watts, 1956; Harmondsworth: Penguin, 1963) com Maximilien Rubel
- Sociology: A Guide to Problems & Literature (London: George Allen & Unwin, 1962)
- Early Writings of Karl Marx (London: Watts, 1963) editor e tradutor.
- Elites and Society (London: Watts, 1964; Harmondsworth: Penguin, 1966; Harmondsworth: Penguin. 1967; New York: Penguin, 1970)
- Critics of Society: Radical Thought in North America (London: George Allen & Unwin, 1967)
- Karl Marx (1969)
- Karl Marx (1973) editor
- Sociology as Social Criticism (1975)
- Marxist Sociology (1975)
- A History of Sociological Analysis (1979) com Robert Nisbet
- Modern Interpretations of Marx (1981) editor, ISBN 0-631-18040-0
- Georg Simmel - The Philosophy of Money (1982) tradução com David Frisby
- A Dictionary of Marxist Thought (1983) editor
- Sociology and Socialism (1984)
- Theories of Modern Capitalism (1985)
- Interpretations of Marx (1988) editor
- The Capitalist Class: An International Study (1989) com Robert J. Brym
- The Socialist Economy-Theory and Practice (1990)
- Between Marginalism and Marxism: The Economic Sociology of J A Schumpeter (1992)
- The Frankfurt School and its Critics Routledge, (2003).

## Arquivos
- Catalogo dos escritos de Bottomorena Divisão de Arquivos da London School of Economics.